# Museum Arbeitswelt Steyr

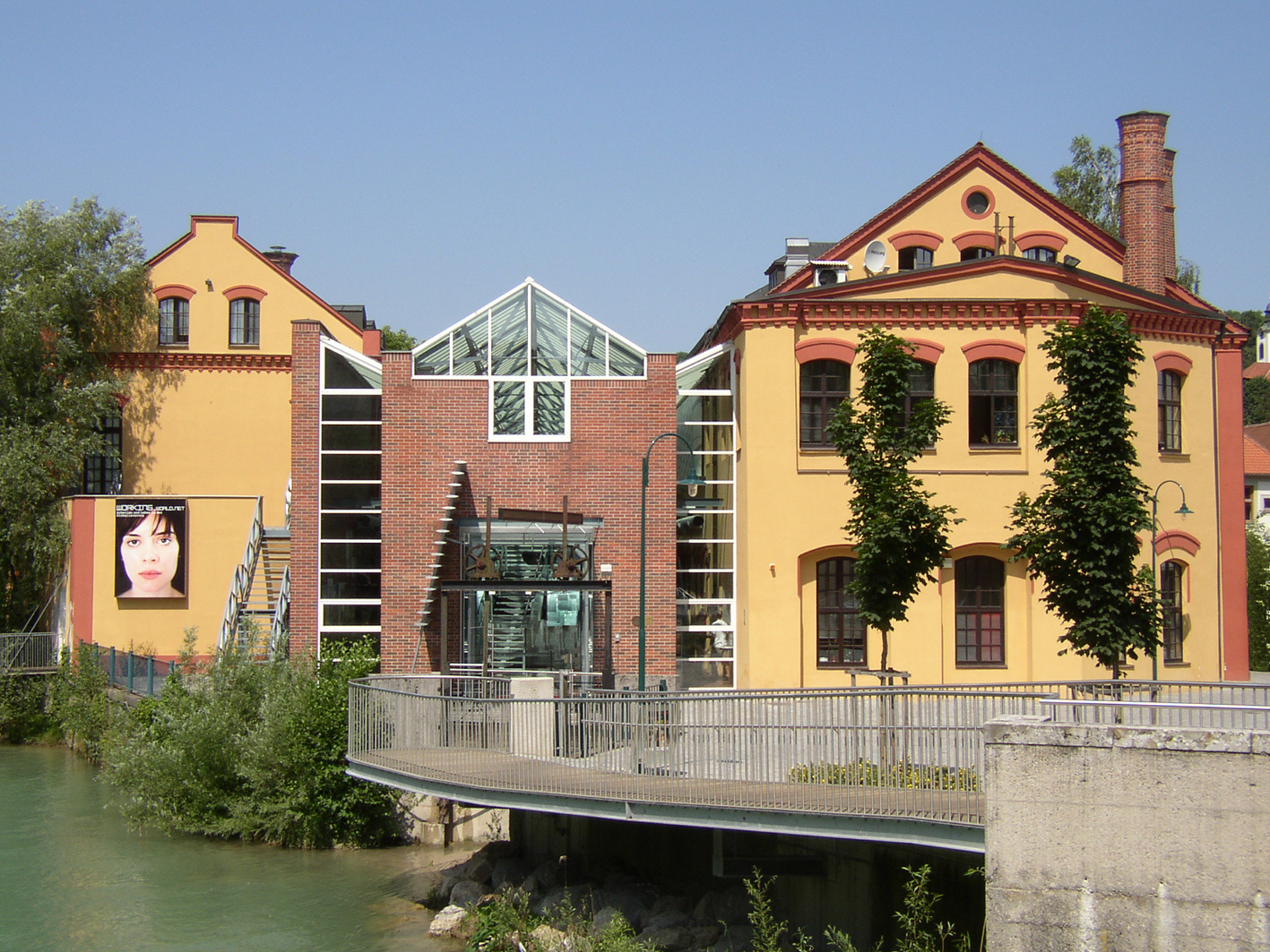
Museum Arbeitswelt (2006)

Das Museum Arbeitswelt in Steyr setzt sich mit den Veränderungen der Lebens- und Arbeitswelt seit der Industrialisierung auseinander. Im Jahr 2019 wurde das Museum mit dem Österreichischen Museumspreis ausgezeichnet.

## Gründung

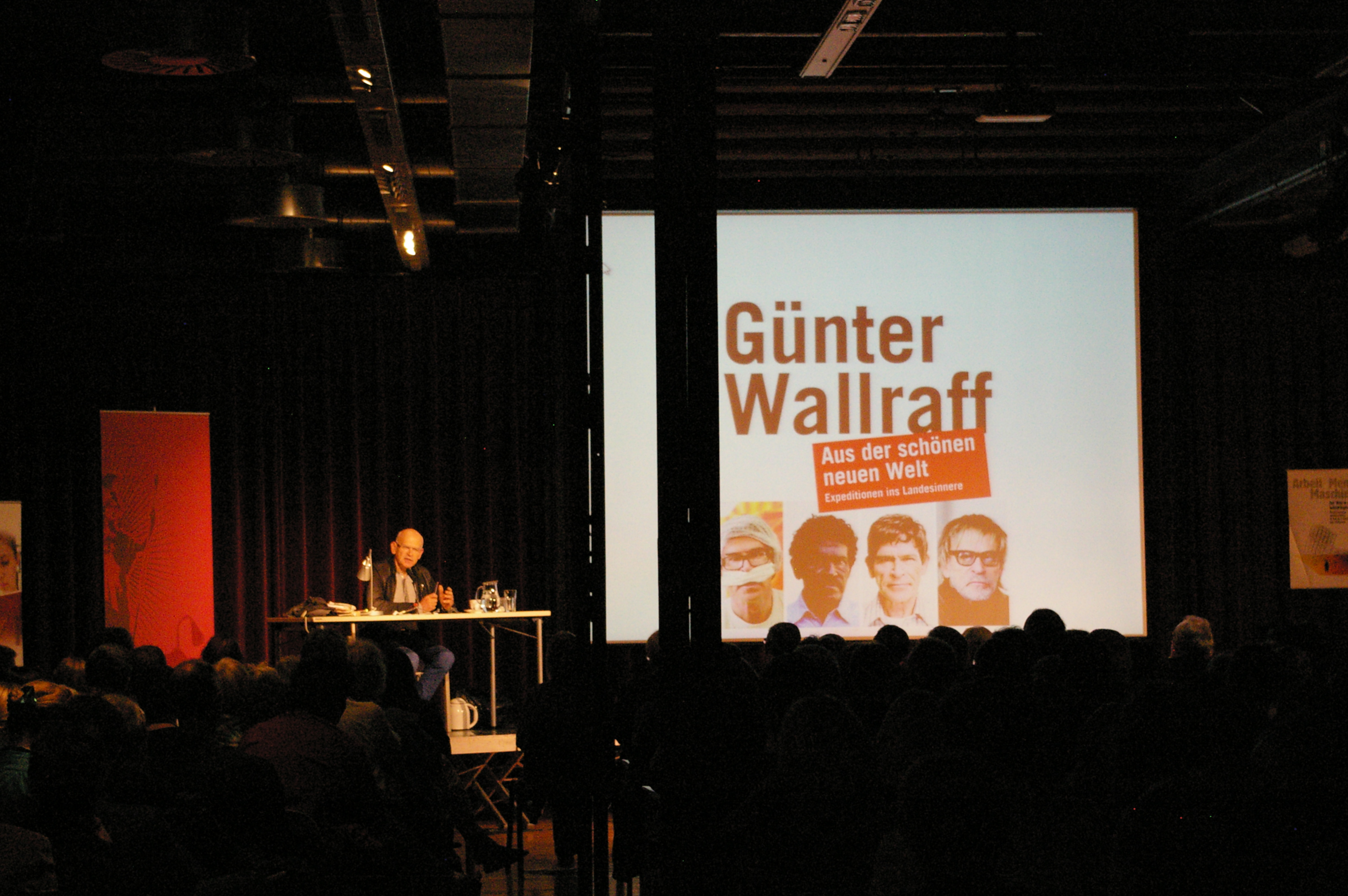
Günter Wallraff im Museum Arbeitswelt (2012)

Das Museum Arbeitswelt im Steyrer Wehrgraben befindet sich in revitalisierten Fabrikgebäuden aus der Mitte des 19. Jahrhunderts am Steyr-Fluss. Es wurde 1987 im Rahmen der oberösterreichischen Landesausstellung „Arbeit Mensch Maschine: Der Weg in die Industriegesellschaft“ eröffnet. Impulsgeber zur Idee eines Museums dieser Art waren die Ende der 1970er Jahre in England entstehenden Industriemuseen. Durch den Erfolg der ersten Ausstellung wurde das Museum in den Dauerbetrieb überführt und konnte sich mit umfangreichen Ausstellungen, Projekten und Veranstaltungen zu gesellschaftlich relevanten Themen sowie als international anerkanntes Kultur- und Veranstaltungszentrum etablieren. 2002 wurde der gesamte Ausstellungsbereich durch ein Hochwasser der Steyr zerstört, jedoch in der Folge neu errichtet.

## Aktivitäten
Die Kulturvermittlung nimmt im Museum Arbeitswelt einen bedeutenden Stellenwert ein. Neben aktivierenden Workshopangeboten in den jeweiligen Ausstellungen gibt es seit 2009 zudem die "Politikwerkstatt". In dieser werden Workshops rund um die Themen Demokratie, Rassismus, Migration und Partizipation angeboten.
Zusätzlich zum Ausstellungs- und Vermittlungsbetrieb organisiert das Museum Arbeitswelt regelmäßig Kultur- und Bildungsveranstaltungen. Diese Vortragsreihe versteht sich einerseits als kritisches Dialogforum zu aktuellen gesellschaftlichen Fragen und möchte zugleich eine vertiefende Beschäftigung mit den jeweiligen Ausstellungsinhalten ermöglichen.

## Stollen der Erinnerung
Im Herbst 2013 wurde der Gedenkort Stollen der Erinnerung eröffnet. In einem ehemaligen Luftschutzbunker unter dem Schloss Lamberg (Lambergstollen) befindet sich die Ausstellung "Zwangsarbeit und KZ in Steyr". Diese behandelt schwerpunktmäßig die Jahre 1938 bis 1945 sowie die Geschichte des Widerstandes in Steyr und den Umgang mit der NS-Vergangenheit. Initiator ist das Mauthausen Komitee Steyr, die Betreuung obliegt dem Museum Arbeitswelt.

## Ausstellungen
- 1987 – Arbeit Mensch Maschine: Der Weg in die Industriegesellschaft
- 1988 – Die Roboter kommen, Über die Zukunft der Industriegesellschaft
- 1989 – Die Roten am Land, 100 Jahre österreichische Sozialdemokratie in der Provinz
- 1990 – Metallerleben, Über die Geschichte der MetallarbeiterInnen
- 1991 – Zeit-Gerecht, 100 Jahre katholische Soziallehre
- 1992 – 500 Jahre Amerika, Entdeckung – Zerstörung – Widerstand
- 1993 – Info, eine Geschichte des Computers
- 1995 – Netzwerk, die Zukunft der Informationsgesellschaft
- 1996 – Sondermüll Mensch, HIV und AIDS
- 1997 – Menschenbilder, Arbeit und Freizeit im Industriezeitalter
- 1998 – Glühendrot/Krisenbleich, Zeitmontagen zu Arbeit und Kultur der Industrieregion Steyr
- 1999 – Anne Frank, Eine Geschichte für Heute
- 2000 – Stefan Zweig, Ein Österreicher aus Europa
- 2001 – Gesichter des Islam, "Kampf der Kulturen" angesichts des 11. September
- 2002 – Erfinder. Patente. Österreich. Technische Entwicklungen und ihre Erfinder
- 2002 – Women at Work, Frauen. Arbeit. Gesellschaft.
- 2003 – Migration, Eine Zeitreise nach Europa
- 2004 – Crossing Borders
- 2005 – Mythos Staatsvertrag, Geschichten aus der Geschichte
- 2013 – Die Gerechten, Courage ist eine Frage der Entscheidung
- 2006 – 2015 – working_world.net, Arbeiten und Leben in der Globalisierung
- 2014 – 2015 – Vom Boom zum Bürgerkrieg – Steyr 1914 bis 1934
- 2016 – Zwangsarbeit im Nationalsozialismus
- 2017 – Willkommen@HotelGlobal & SUPERSOZIAL!? Vom Armutszeugnis bis zur Mindestsicherung.
- 2018 – ARBEIT IST UNSICHTBAR[4]
- 2021 – Oö. Landesausstellung Steyr 2021 "Arbeit – Wohlstand – Macht"
- 2021 – Made in Steyr
- 2023 – Future Food – Essen für die Welt von morgen
- 2024 – Aufsässiges Land. Streik, Protest und Eigensinn